# Catherine Pellen
Catherine Pellen (París, 4 de diciembre de 1956) es una deportista francesa que compitió en tiro con arco, en las modalidades de arco recurvo y arco compuesto.
Ganó cinco medallas en el Campeonato Mundial de Tiro con Arco al Aire Libre entre los años 1987 y 2001, y dos medallas en el Campeonato Mundial de Tiro con Arco en Sala, en los años 1999 y 2001.
Además, obtuvo tres medallas en el Campeonato Europeo de Tiro con Arco al Aire Libre, en los años 1998 y 2000, y tres medallas en el Campeonato Europeo de Tiro con Arco en Sala, en los años 1987 y 2000.
Participó en los Juegos Olímpicos de Seúl 1988, ocupando el octavo lugar en la prueba de equipo.

## Palmarés internacional
| Campeonato Mundial al Aire Libre | Campeonato Mundial al Aire Libre | Campeonato Mundial al Aire Libre | Campeonato Mundial al Aire Libre |
| Año                              | Lugar                            | Medalla                          | Prueba                           |
| -------------------------------- | -------------------------------- | -------------------------------- | -------------------------------- |
| 1987                             | Adelaida (Australia)             | Medalla de bronce                | Equipo                           |
| Campeonato Europeo al Aire Libre |                                  |                                  |                                  |
| Año                              | Lugar                            | Medalla                          | Prueba                           |
| 1988                             | Luxemburgo (Luxemburgo)          | Medalla de bronce                | Individual                       |
| Campeonato Europeo en Sala       |                                  |                                  |                                  |
| Año                              | Lugar                            | Medalla                          | Prueba                           |
| 1987                             | París (Francia)                  | Medalla de plata                 | Equipo                           |

| Campeonato Mundial al Aire Libre | Campeonato Mundial al Aire Libre | Campeonato Mundial al Aire Libre | Campeonato Mundial al Aire Libre |
| Año                              | Lugar                            | Medalla                          | Prueba                           |
| -------------------------------- | -------------------------------- | -------------------------------- | -------------------------------- |
| 1997                             | Victoria (Canadá)                | Medalla de plata                 | Individual                       |
| 1997                             | Victoria (Canadá)                | Medalla de bronce                | Equipo                           |
| 1999                             | Riom (Francia)                   | Medalla de oro                   | Individual                       |
| 2001                             | Pekín (China)                    | Medalla de oro                   | Equipo                           |
| Campeonato Mundial en Sala       |                                  |                                  |                                  |
| Año                              | Lugar                            | Medalla                          | Prueba                           |
| 1999                             | La Habana (Cuba)                 | Medalla de oro                   | Equipo                           |
| 2001                             | Florencia (Italia)               | Medalla de plata                 | Equipo                           |
| Campeonato Europeo al Aire Libre |                                  |                                  |                                  |
| Año                              | Lugar                            | Medalla                          | Prueba                           |
| 1998                             | Boé/Agen (Francia)               | Medalla de oro                   | Equipo                           |
| 2000                             | Antalya (Turquía)                | Medalla de plata                 | Equipo                           |
| Campeonato Europeo en Sala       |                                  |                                  |                                  |
| Año                              | Lugar                            | Medalla                          | Prueba                           |
| 2000                             | Spała (Polonia)                  | Medalla de oro                   | Individual                       |
| 2000                             | Spała (Polonia)                  | Medalla de oro                   | Equipo                           |